# لو سافاريتزي
لو سافاريتزي (بالإنجليزية: Lou Savarese)‏ مواليد 14 يوليو 1965، هو ملاكم أمريكي يصنف ضمن فئة الوزن الثقيل.

## إحصائيات
خاض خلال مسيرته 53 نزالا، فاز في 46 ولم يتعادل وخسر في 7. فاز بالضربة القاضية في 38 نزالا.

## وصلات خارجية
- لو سافاريتزي على موقع IMDb (الإنجليزية)
- لو سافاريتزي على موقع قاعدة بيانات الفيلم (الإنجليزية)
- لو سافاريتزي على موقع بوكس ريك (الإنجليزية) (registration required)

- Savarese Promotions